# Вкра
Вкра (Нида, Дзялдувка) (на полски: Wkra, Dzialdówka) е река в Северна Полша (Варминско-Мазурско и Мазовецко войводство), десен приток на Западен Буг (ляв приток на Висла). По други, предимно полски източници, река Западен Буг е ляв приток на река Нарев, която от своя страна е десен приток на Висла, от което следва че река Вкра е десен приток на Нарев. Дължина 249 km, площ на водосборния басейн 5322 km².

## Географска характеристика
Река Вкра води началото си на 179 m н.в., от северното подножие на Любавското възвишение, на 4 km северозападно от град Ниджица, южната част на Варминско-Мазурско войводство. По цялото си протежение тече през Висленската низина в широка, плитка и заблатена долина, в горното течение на югозапад под името Нида, в средното – на юг под името Дзялдувка, а в долното – на югоизток под името Вкра. Влива се отдясно в река Западен Буг (десен приток на Висла), на 68 m н.в., при град Нови Двор Мазовски, на 5,5 km преди устието на Западен Буг във Висла.
Водосборният басейн на Вкра обхваща площ от 5322 km², което представлява 7,24% от водосборния басейн на Западен Буг. Речната ѝ мрежа е двустранно развита. На изток водосборният басейн на Вкра граничи с водосборния басейн на река Нарев (десен приток на Западен Буг), на запад – с водосборните басейни на реките Скарва и Дървенца (десни притоци на Висла), а на север – с водосборните басейни на Преголя и други по-малки реки, вливащи се директно в Балтийско море.
Основни притоци: леви – Лидиня (74 km), Сона (72 km, 537 km²); десни – Рацьонжница (57 km).
Вкра има ясно изразено пролетно пълноводие, дължащо се на снеготопенето и обилните валежи през сезона.

## Стопанско значение, селища
Голяма част от водите на реката се използват за битово и промишлено водоснабдяване. Долината ѝ е гъсто заселена, като най-големите селища са градовете: Ниджица и Джалдово.